# École Supérieure de Commerce et de Management
La Escuela de Negocios y de gerencia (ESCEM significa École Supérieure de Commerce et de Management), fue fundada en 1998 con la fusión de ESC Tours y de ESC Poitiers. 
Es una de las nueve escuelas de administración de negocios de Francia doblemente acreditada EQUIS y AACSB. 
La escuela tiene dos campus: en Tours (carrera francófona) y en Poitiers (carrera anglófona).
ESCEM es gerenciada y financiada por la Cámara de Comercio e Industria de Vienne y por la Cámara de Comercio e Industria de Touraine.
- Datos: Q3046089